# Le Ménil-Bérard
Le Ménil-Bérard é uma comuna francesa na região administrativa da Normandia, no departamento Orne. Estende-se por uma área de 7,11 km². Em 2010 a comuna tinha 75 habitantes (densidade: 10,5 hab./km²).